# Lophiodes mutilus
Lophiodes mutilus är en fiskart som först beskrevs av Alcock, 1894.  Lophiodes mutilus ingår i släktet Lophiodes och familjen marulksfiskar. Inga underarter finns listade i Catalogue of Life.